# Theo Laseroms
Theo Laseroms (8. března 1940 Roosendaal – 25. dubna 1991 Zwolle) byl nizozemský fotbalový obránce. Po skončení aktivní kariéry působil jako trenér.

## Fotbalová kariéra
Začínal ve 2. nizozemské lize za RBC Roosendaal. V nizozemské lize hrál za NAC Breda, Spartu Rotterdam a Feyenoord, mezitím jednu sezónu hrál v USA za tým Pittsburgh Phantoms. Kariéru končil v belgickém druholigovém týmu KAA Gent. V první lize nastoupil ve 369 utkáních a dal 40 gólů. Dvakrát vyhrál s Feyenoordem nizozemskou ligu, nizozemský pohár vyhrál se Spartou Rotterdam i Feyenoordem. S Feyenoordem vyhrál Pohár mistrů evropských zemí 1969/70. V Poháru mistrů evropských zemí nastoupil v 16 utkáních a dal 1 gól,v Poháru vítězů pohárů nastoupil ve 4 utkáních a dal 1 gól a v Poháru UEFA nastoupil ve 2 utkáních. V Interkontinentálním poháru nastoupil ve 2 utkáních. Za nizozemskou reprezentaci nastoupil v letech 1965-1970 v 6 utkáních a dal 1 gól.

## Ligová bilance
| Ročník                   | Zápasy | Góly | Klub             |
| ------------------------ | ------ | ---- | ---------------- |
| Eerste Divisie 1957/58   | -      | -    | RBC Roosendaal   |
| Eredivisie 1958/59       | 32     | 9    | NAC Breda        |
| Eredivisie 1959/60       | 18     | 7    | NAC Breda        |
| Eredivisie 1960/61       | 32     | 4    | NAC Breda        |
| Eredivisie 1961/62       | 23     | 0    | NAC Breda        |
| Eredivisie 1962/63       | 24     | 3    | NAC Breda        |
| Eredivisie 1963/64       | 24     | 4    | Sparta Rotterdam |
| Eredivisie 1964/65       | 29     | 2    | Sparta Rotterdam |
| Eredivisie 1965/66       | 30     | 3    | Sparta Rotterdam |
| Eredivisie 1966/67       | 21     | 1    | Sparta Rotterdam |
| Eredivisie 1968/69       | 34     | 21   | Feyenoord        |
| Eredivisie 1969/70       | 34     | 1    | Feyenoord        |
| Eredivisie 1970/71       | 29     | 1    | Feyenoord        |
| Eredivisie 1971/72       | 26     | 2    | Feyenoord        |
| 2. belgická liga 1972/73 | 29     | 2    | KAA Gent         |
| 2. belgická liga 1973/74 | 27     | 0    | KAA Gent         |
| CELKEM 1. liga           | 369    | 40   |                  |

## Trenérská kariéra
Jako trenér vedl nizozemský klub Heracles Almelo, maltský West Riffa Club, ománský tým Al Nahda a nizozemské kluby Heracles Almelo a PEC Zwolle.